# 米内尔娃·法比耶娜·哈泽
米内尔娃·法比耶娜·哈泽（德語：Minerva Fabienne Hase，1999年6月10日—），德国女子花样滑冰运动员，2023年内伯尔杯双人滑金牌得主、2023年埃斯波大奖赛双人滑金牌得主、2023年NHK杯双人滑金牌得主。